# Sablia
Sablia là một chi bướm đêm thuộc họ Noctuidae.